# اولف
أولف (به عربی: أولف) یک شهرک و شهرداری در الجزایر است که در ناحیه أولف واقع شده‌است.

## خصوصیات
أولف ۲۱٬۷۲۳ نفر جمعیت دارد و ۲۸۸ متر بالاتر از سطح دریا واقع شده‌است.